# Hystricidae
Los histrícidos (Hystricidae) son una familia de roedores histricomorfos conocidos vulgarmente como puercoespines del Viejo Mundo. Son grandes roedores caracterizados por estar cubiertos de una capa de espinas, rasgo al que alude su nombre común.

## Distribución

Distribución de los histrícidos

Su área de distribución se extiende desde el sur de Europa hasta Borneo, abarcando toda África, la India y el archipiélago Malayo. 
Los puercoespines del Nuevo Mundo o americanos, por su parte, pertenecen a la familia Erethizontidae.

## Géneros
Se reconocen los siguientes géneros:
- Atherurus
- Hystrix
- Trichys